# ズデニェク・ブリアン
ズデニェク・ブリアン（Zdeněk_Burian、ズデニェク・ミヒャエル・フランティシェク・ブリアン（Zdeněk Michael František Burian）、1905年2月11日 − 1981年7月1日）は、チェコの画家、イラストレーター、古美術家である。
近代の考古学に大きな影響をあたえた。

## 生涯
1905年　コプジヴニツェ（Kopřivnice）で生まれる。1910頃　1919年までブルガー男子学校で学ぶ。1919年　美術アカデミーの試験に合格。
1921年　アレクサンドル・デュマ（大）の小説のイラストで好評を得る。
1951年　土壌の絵を数点描く。ここから学術的な絵画も描くようになる。1950頃　考古学の本に古生物の挿絵を描く。この絵によって有名になった。

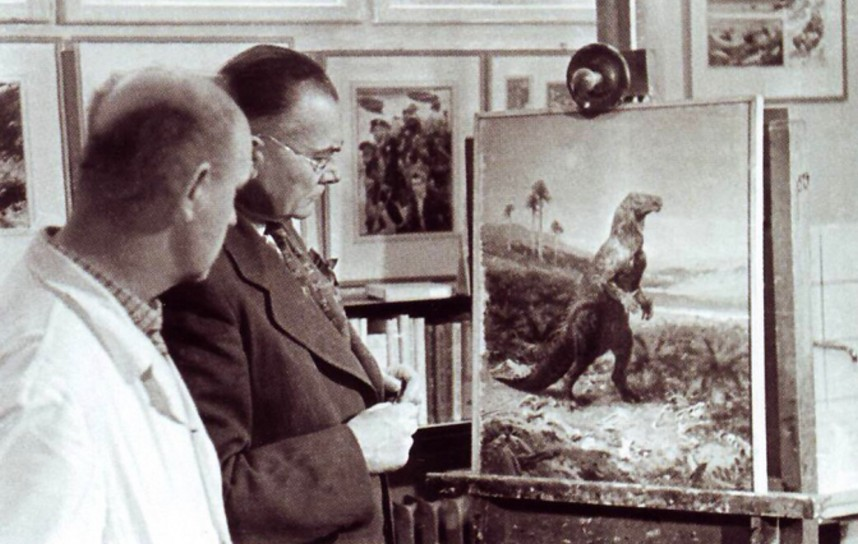
Josef_Augustaとズデニェク及び彼のイグアノドンの絵画

1981年　プラハで没。

## 遺産

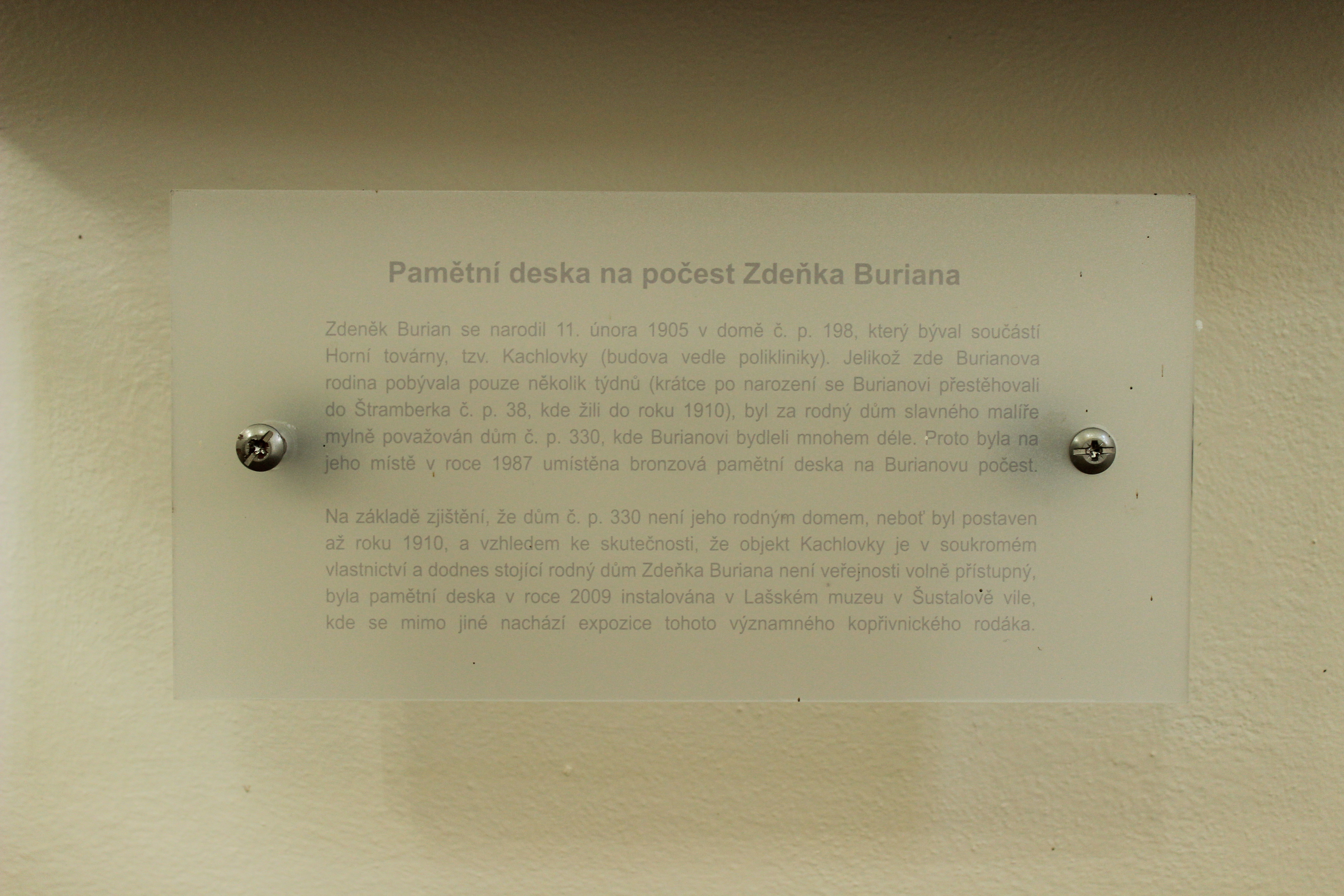
ブリアンの説明板